# 프랭크 켈리엔도

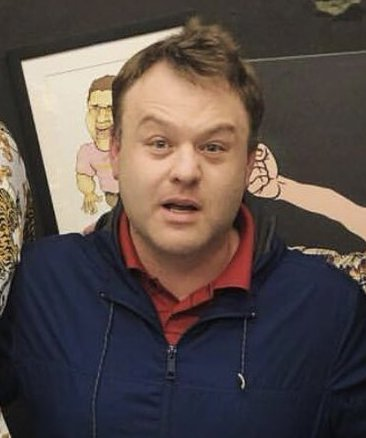

프랭크 켈리엔도(Frank Caliendo, 1974년 1월 19일 ~ )는 미국의 배우, 가수, 댄서, 성우, 희극 배우이다.
시카고에서 태어났다.

## 영화
- 허카비 (2008년)
- 더 컴백스 (2007년)
- 더 레이트 레이트 쇼 위드 크레이그 퍼거슨 (2005년)
- 지미 키멜 라이브! (2003년) - 게스트 역
- 카슨 데일리 쇼 (2002년)